# 克雷烏斯角

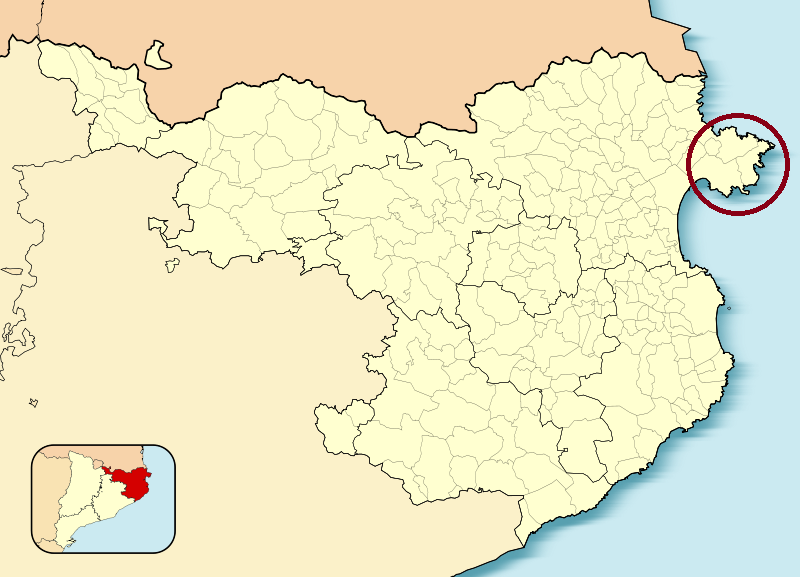

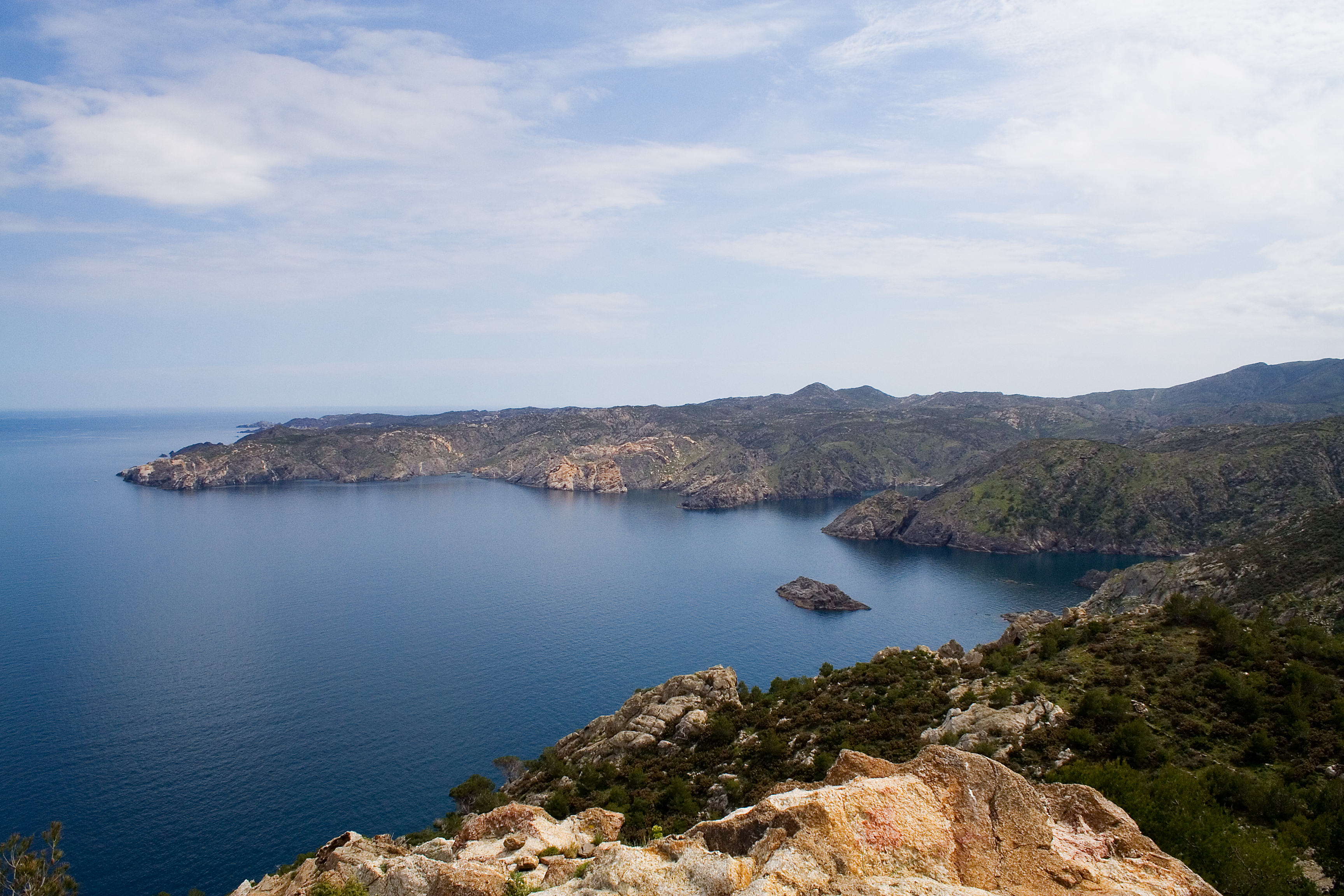

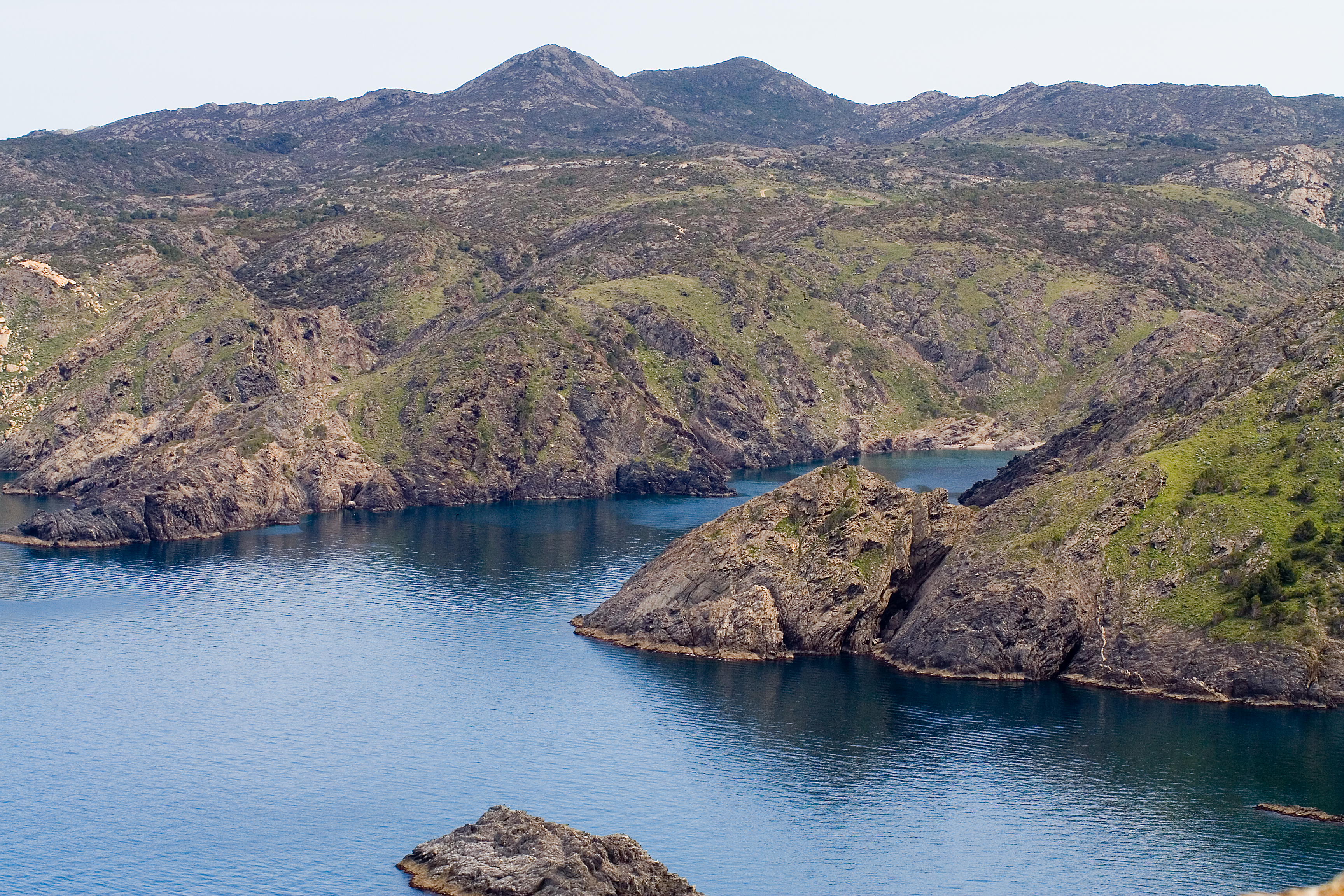

42°19′09″N 3°19′19″E / 42.31917°N 3.32194°E
克雷烏斯角，是西班牙的海岬，位於該國東北部加泰羅尼亞，處於法國邊境以南25公里的伊比利亞半島東端，最高點海拔高度670米。